# Colibri jacobin
Florisuga mellivora
Espèce
Répartition géographique
Statut de conservation UICN

 LC  : Préoccupation mineure
Statut CITES
Le Colibri jacobin (Florisuga mellivora), aussi appelé Jacobine, appartient à la famille des Trochilidae. C'est une espèce de colibri d'assez grande taille du continent américain.

## Morphologie
Cet oiseau a une taille moyenne de 12 cm, pour un poids moyen de 6,3 g.
Le mâle présente sur le dessus du corps un plumage vert brillant, un peu métallisé. Sa tête et sa poitrine sont d'un bleu soutenu, brillant. Le ventre et la queue sont blancs ; la queue possède une bordure noire. Il a aussi un fin croissant blanc sur la nuque, à la limite entre le bleu de la tête et le vert du dos, d'où son nom anglais (« White-necked Jacobin »).
La femelle ne possède pas de couleur bleue ; la tête et la poitrine sont vertes, tachetées de noir. Elle présente parfois un peu de blanc ou de jaune à la base du bec. Les mâles immatures ressemblent à la femelle ; ils acquièrent progressivement le capuchon bleu caractéristique du mâle adulte.

## Comportement

### Alimentation
Le Colibri jacobin est principalement nectarivore. Il visite les fleurs des grands arbres ou des plantes épiphytes mais il peut aussi consommer de petits insectes.

### Reproduction

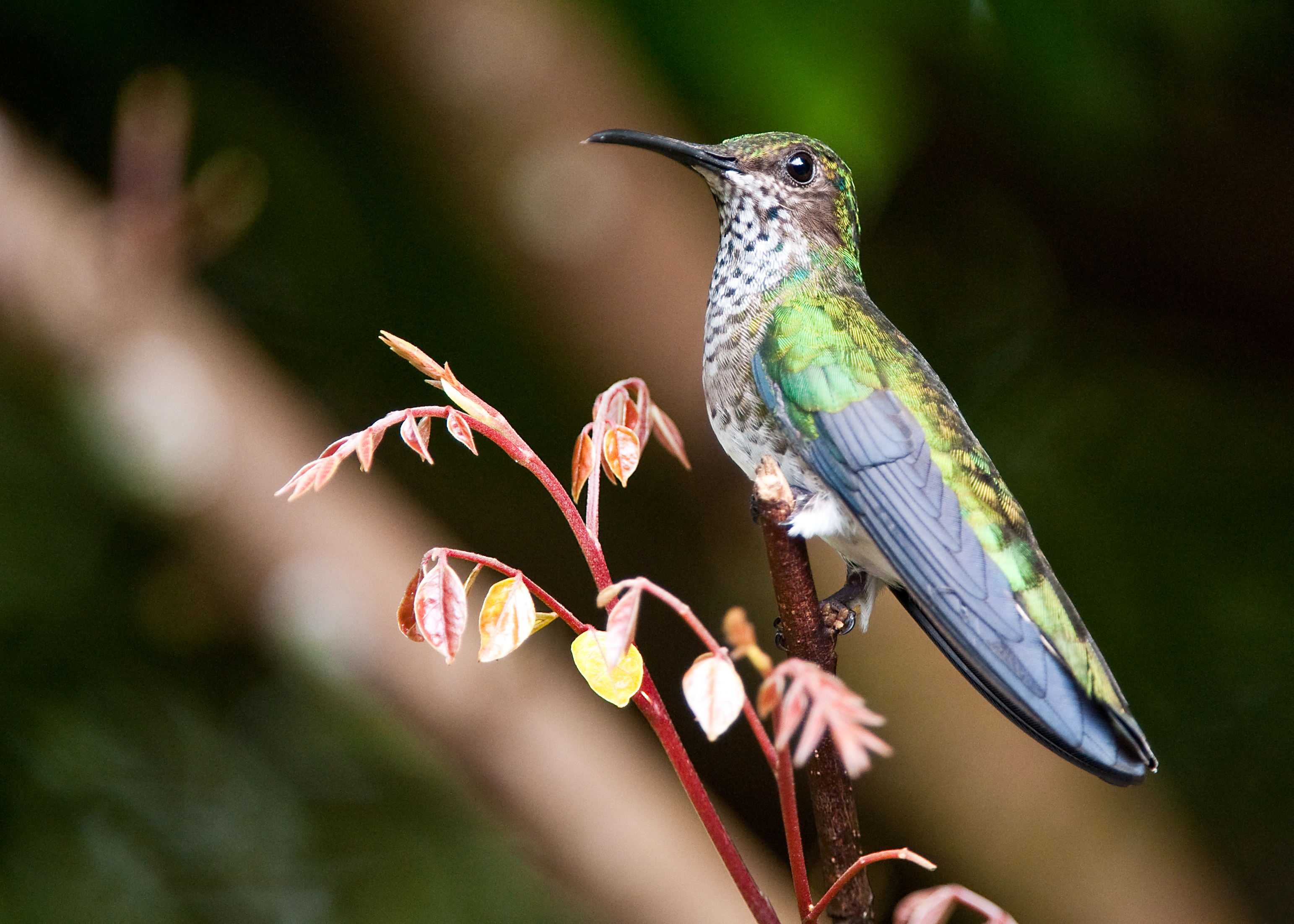
Une femelle

Charles Darwin a décrit une partie de la parade nuptiale du Colibri jacobin: « ...M. Belt, après avoir décrit la beauté du Florisuga mellivora, dit, « J'ai vu la femelle posée sur une branche, et deux mâle exhibant leurs charmes devant elle. Un montait en flèche comme une fusée, puis déployait sa queue blanche comme la neige, comme un parachute inversé, descendant lentement devant elle, tournant graduellement sur lui-même pour exposer l'avant et l'arrière... La queue blanche déployée couvrait plus d'espace que tout le reste de l'oiseau, et était de toute évidence la grande attraction de la représentation. Pendant qu'un des mâles descendait, l'autre montait en flèche et redescendait lentement, queue déployée. Le spectacle s'est terminé en un combat entre les deux exécutants ; mais si ce fut le soupirant le plus beau ou le plus pugnace qui fut accepté, je ne sais pas... » »

## Répartition et habitat

### Répartition
Son aire de répartition va du Mexique au Pérou, à la Bolivie et au sud du Brésil. Elle comprend aussi les îles Trinidad (où la nidification de l'espèce n'a pas été observée pour le moment) et Tobago.

### Habitat
Cet oiseau est un résident commun dans les forêts tropicales ou subtropicales humides jusqu'à 900 m d'altitude. Il fréquente même les zones où la forêt a été dégradée par la présence humaine. Il est plus souvent observé dans les hautes branches ou juste au-dessus de la canopée que près du sol, où il peut cependant être attiré par des mangeoires à colibri.

## Le Colibri jacobin et l'homme

### Statut et préservation
Cette espèce est classée par l'UICN dans la catégorie LC (préoccupation mineure) du fait de la superficie de son aire de répartition (estimée à 8 100 000 km2 par cet organisme), même si la population mondiale n'a pas été estimée.
Cette espèce est par contre classée en annexe II de la CITES depuis 1987, disposition renforcée au niveau européen par les Wildlife Trade Regulations (EC Reg. No 338/97), où l'espèce est classée en annexe B depuis 1997 (reconduction en 2000, 2003 et 2005).

### Classification
D'après la classification de référence (version 10.1, 2020) du Congrès ornithologique international, cette espèce est constituée des deux sous-espèces suivantes (ordre phylogénique) :
- Florisuga mellivora mellivora (Linnaeus, 1758) — ;
- Florisuga mellivora flabellifera (Gould, 1846) — Tobago.

### Philatélie
Plusieurs états ont émis des timbres à l'effigie de cet oiseau (voir quelques exemples sur cette page): la Grenade en 1978, le Guyana en 1996, les Antilles néerlandaises en 2002, le Nicaragua en 1991, Panama en 1967 et le Paraguay en 1973.

#### Photos et vidéos
- Galerie de photos de Florisuga mellivora sur le site ARKive
- Galerie de photos sur amazilia
- Galerie de photos Flickr sur le site Avibase: Florisuga mellivora
- Vidéos et photos IBC
- Galerie de photos de Colibri jacobin sur oiseau.net
- Photo de Colibri jacobin
- Galerie photo VIREO sur le Colibri jacobin